# ハーペトガスター
ハーペトガスター（学名：genus Herpetogaster）は、古生代カンブリア紀中期の海に棲息していた生物。バージェス動物群の中から発見された。澄江動物群の中にも近縁種と思われるものが見つかっている。

## 概要

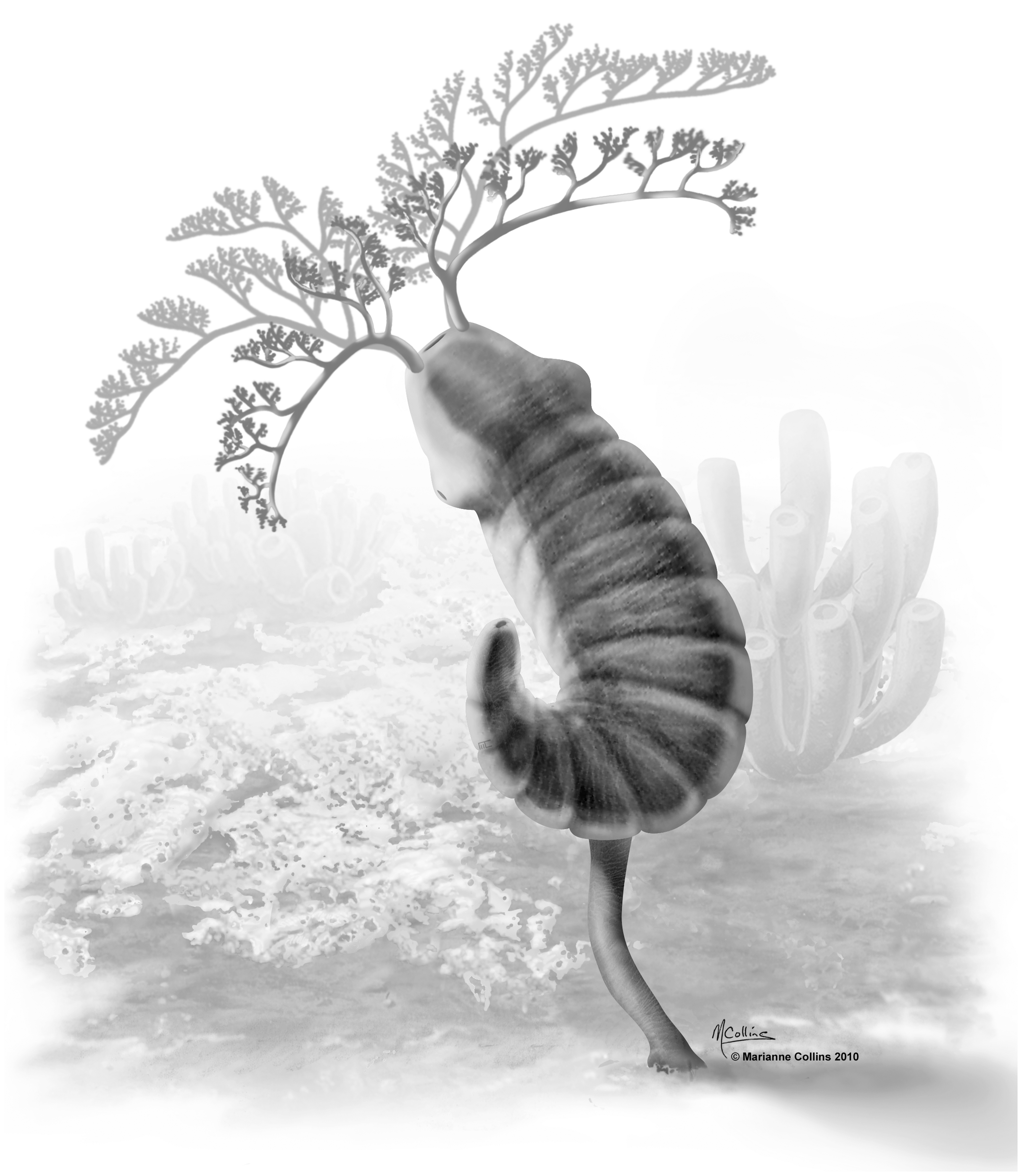
復元図

名は「這い回る(herpeto)」「胃(gaster)」の意。種小名のcollinsiはバージェス動物群の研究者、デズモンド・H・コリンズ(en)への献名である。

その名の通り、本体の大半は胃であったであろうと考えられている(右の化石写真の黒い部分が胃と考えられている)。本体の上先端からは樹状の触手がのび、下方末端には肛門があるとされる。さらに本体の下1/4程の位置から茎のようなものがのび、先端が円形になっている。海底に係留していたものと考えられる。

この新種を報告したキャロンらは棘皮動物や半索動物に近いのではないかとしているが、確かなところは未だ不明である。